# Centro de Inteligencia de las Fuerzas Armadas
El Centro de Inteligencia de las Fuerzas Armadas (CIFAS) de España es el órgano del Estado Mayor de la Defensa responsable de facilitar al ministro de Defensa, a través del jefe de Estado Mayor de la Defensa (JEMAD), y a las autoridades militares, la inteligencia militar precisa para alertar sobre situaciones internacionales susceptibles de generar crisis que afecten a la defensa nacional, así como de prestar el apoyo necesario, en su ámbito, a las operaciones.
Así mismo, asesora al jefe de Estado Mayor de la Defensa y a los jefes de Estado Mayor de los Ejércitos en materia de contrainteligencia militar y seguridad en el ámbito de las Fuerzas Armadas y contribuye a su asesoramiento en el nivel estratégico de las operaciones militares. A su cargo se encuentra un Jefe con rango de general.
El CIFAS, que se fundó en el año 2004, se encuentra en la cúspide del Sistema de Inteligencia de las Fuerzas Armadas y, por ello, los centros de inteligencia del Ejército de Tierra, de la Armada y del Ejército del Aire y del Espacio tienen dependencia funcional respecto a este, al mismo tiempo que el CIFAS trabaja sin perjuicio de las competencias que posee el Centro Nacional de Inteligencia (CNI), cuyo director tiene la consideración de Autoridad Nacional de Inteligencia y Contrainteligencia.

## Funciones
El CIFAS tiene, como funciones básicas:
- Dirigir y coordinar el empleo de los sistemas de inteligencia, vigilancia y reconocimiento (ISR) conjuntos, así como coordinar con las autoridades competentes la explotación de la información de los sistemas ISR específicos.
- A través del JEMAD, proporcionar a los Jefes de Estado Mayor de los Ejércitos y la Armada la inteligencia necesaria para el desarrollo de las actividades de preparación de la Fuerza y atender a las peticiones de información de inteligencia de las autoridades del Ministerio de Defensa, en el ámbito de sus competencias.
- Planificar, dirigir y, en su caso, ejecutar las actuaciones en materia de información geoespacial en el ámbito de la defensa. A estos efectos, los órganos correspondientes de los Ejércitos y de la Armada mantienen una dependencia funcional con el Centro de Inteligencia de las Fuerzas Armadas.

## Directores
- General de división Valentín Martínez Valero (2005-2008) (ET)[3]
- Teniente general Miguel Romero López (2008-2011) (EA)[4]
- Vicealmirante Juan Antonio Cuadrillero Pinilla (2011-2013) (Armada)[5]
- Teniente general Francisco José Gan Pampols (2013-2017) (ET)[6]
- General de división Francisco Rosaleny Pardo de Santayana (2017-2019) (ET)[7]
- Teniente General Antonio Romero Losada (2019-) (ET)[8]